# Torre de la Miranda
La Torre de la Miranda es un edificio emblemático de Cornellá de Llobregat, Barcelona, España.
Fue hecha construir por Arnau Mercader en el siglo XIX cerca de su palacio en el parque de Can Mercader. Fue construida para ser utilizada como mirador de pájaros y observatorio astronómico. Está en la avenida de Salvador Allende en el barrio de San Ildefonso (Cornellá de Llobregat). Tiene planta hexagonal y está construida en estilo neomudéjar.